# Ordine dei frati predicatori

L'emblema dell'Ordine: la croce gigliata bianca e nera con il motto Laudare, benedicere, praedicare

L'Ordine dei frati predicatori (Ordo fratrum praedicatorum) è un istituto religioso maschile di diritto pontificio; i frati di questo Ordine mendicante, detti comunemente domenicani, pospongono al loro nome la sigla O.P.
L'Ordine sorse agli inizi del XIII secolo in Linguadoca a opera dello spagnolo Domenico di Guzmán con il fine di lottare contro la diffusione del catarismo, la più rilevante eresia medievale: Domenico  scelse, assieme ai suoi compagni, di contrastare le dottrine eretiche sia attraverso la predicazione sia attraverso l'esempio di una severa ascesi personale, vivendo in povertà e mendicità.
Poiché per confutare le dottrine eterodosse era necessario che i predicatori, oltre a essere esemplarmente poveri, avessero anche una solida preparazione culturale, i conventi domenicani divennero salienti centri di studi teologici e biblici: appartennero all'Ordine alcuni dei maggiori teologi e pensatori medievali, come Tommaso d'Aquino e Alberto Magno.
La forma di vita di Domenico e dei suoi compagni venne approvata solennemente da papa Onorio III con le bolle del 22 dicembre 1216 e del 21 gennaio 1217. Le principali finalità dell'Ordine sono la propagazione e la difesa del cattolicesimo mediante la predicazione, l'insegnamento e la stampa.

## Storia

### Il fondatore

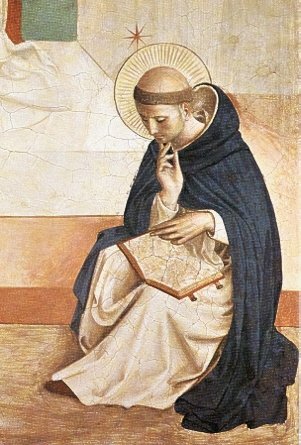
Domenico di Guzmán in un affresco del Beato Angelico al convento di San Marco a Firenze (oggi Museo nazionale di San Marco)

Il fondatore nacque nel 1170 a Caleruega, in Castiglia, da Felice di Guzmán e Giovanna d'Aza, membri della piccola nobiltà: il nome di Domenico gli venne imposto in onore del santo abate del monastero di Silos. Dopo aver studiato teologia a Palencia, entrò nel capitolo regolare che serviva nella cattedrale di Osma, di cui divenne sottopriore.
Nel 1203 accompagnò il vescovo Diego d'Acebo in una missione diplomatica per conto di Alfonso VIII di Castiglia presso Valdemaro II di Danimarca. Durante il viaggio di andata, attraversando la Linguadoca, Domenico ebbe modo di rendersi conto della grande diffusione dell'eresia catara in quella regione: a ottobre, presso Tolosa, riuscì a convertire il proprietario della taverna dove avevano trovato alloggio e, secondo Jean-Baptiste Henri Lacordaire, fu proprio in quell'occasione che Domenico iniziò a concepire l'Ordine che avrebbe fondato.
Conclusa la missione in Danimarca, insieme al suo vescovo, ottenne da papa Innocenzo III il permesso di unirsi ai legati papali (i cistercensi Arnaldo di Cîteaux e Pietro di Castelnau) che predicavano tra i catari in Linguadoca.
Poiché i "perfetti" catari conducevano una vita povera, austera e casta, avevano una profonda conoscenza delle Sacre Scritture e predicavano con semplicità, viaggiando a piedi a due a due percorrendo i villaggi, le loro dottrine, inizialmente diffuse soprattutto tra i nobili e la borghesia, stavano penetrando anche nelle classi popolari: contro la diffusione del catarismo l'azione missionaria dei vescovi (maggiormente attenti all'amministrazione dei beni terreni), del clero secolare (culturalmente impreparato) e dei monaci cistercensi (tradizionalmente dediti più alla vita contemplativa che alla predicazione) non aveva ottenuto successi.
Domenico si rese conto che una delle maggiori ragioni del successo del catarismo tra i ceti umili, naturalmente mal disposti verso il lusso e la ricchezza del clero, era la propaganda pauperistica: il fondatore decise, quindi, di organizzare comunità di predicatori viventi in povertà e li mandò a predicare a due a due tra i catari.

### La fondazione dell'ordine

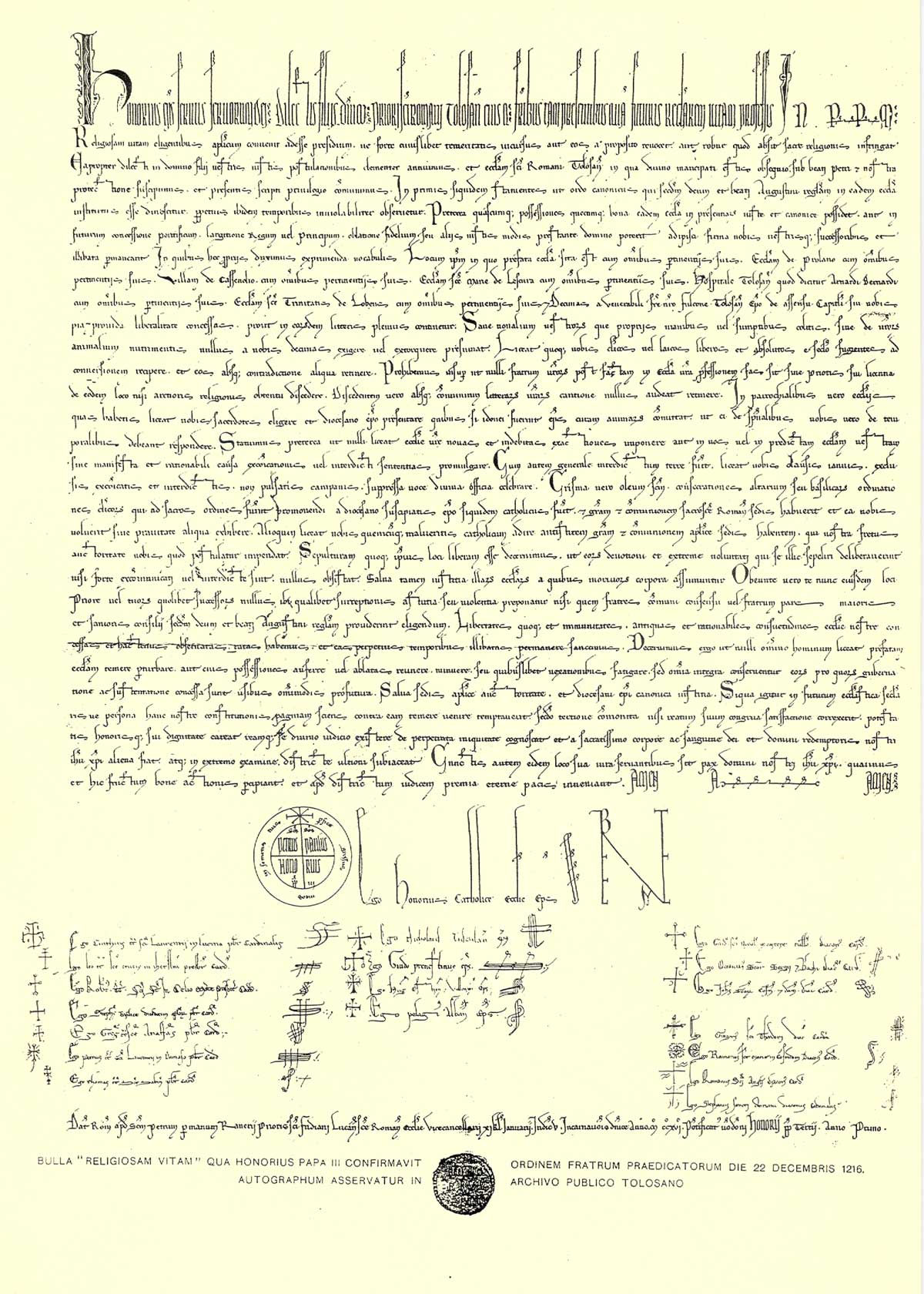
La bolla Religiosam vitam del 1216

Nel 1205 il vescovo di Tolosa, Folco, donò a Domenico il Monastero di Prouilhe, presso Fanjeaux, che lo destinò a ospitare una comunità di donne convertite dal catarismo desiderose di abbracciare la vita religiosa: il monastero di Prouille fu il centro dell'apostolato di Domenico per il successivo decennio.
Tra il 1213 e il 1214, a Fanjeaux, prese forma l'idea di dare inizio a un nuovo ordine e nella primavera del 1215 il vescovo Folco diede il primo riconoscimento ecclesiastico alla comunità di Domenico, approvata come fraternità di predicatori per la diocesi di Tolosa.
Pierre Seila, ricco cittadino di Tolosa, mise a disposizione della missione di Domenico i suoi beni e la propria abitazione, presso la quale il fondatore radunò i suoi primi sei compagni. Come luogo di culto, la comunità ottenne da Folco la chiesa di San Romano.
Nel 1215 Domenico accompagnò il vescovo Folco a Roma, dove doveva celebrarsi un concilio, e chiese a papa Innocenzo III l'approvazione della sua fraternità e la conferma dei beni che gli erano stati donati. Poiché, dopo il IV concilio Lateranense, vigeva il divieto di fondare nuovi ordini religiosi, il pontefice impose a Domenico di adottare una regola già esistente: nel 1216 Domenico scelse la regola di sant'Agostino, alla quale aggiunse degli statuti ispirati a quelli dei canonici di Prémontré.
Il 22 dicembre 1216 papa Onorio III, da poco succeduto a Innocenzo III, emanò la bolla Religiosam vitam, mediante la quale approvò la comunità di Domenico come compagnia di canonici regolari posta sotto la protezione della Sede Apostolica; con una seconda bolla del 21 gennaio 1217 il pontefice riconobbe l'originalità del carisma di Domenico e approvò la sua fraternità come Ordine religioso, detto "dei frati predicatori".

### Primi sviluppi
Dopo l'approvazione ufficiale del papa, il 15 agosto 1217 Domenico mandò sette dei suoi frati a Parigi per studiare, predicare e fondare un convento, altri quattro frati in Spagna, tre a Tolosa e due a Prouille, per la direzione spirituale delle monache. Lasciata Roma, tra il maggio 1218 e il luglio 1219 Domenico fu impegnato in un viaggio attraverso l'Italia, la Francia meridionale e la Spagna, durante il quale accolse numerosi membri nell'Ordine e fondò i conventi di Bologna, Lione, Segovia, Montpellier, Bayonne e Limoges.
Quelle di Bologna e Parigi, sedi universitarie, divennero le comunità più forti e influenti dell'Ordine: Domenico assunse personalmente la guida del convento di Bologna e inviò come superiore a Parigi Reginaldo d'Orléans; morto Reginaldo, gli succedette Giordano di Sassonia, futuro Maestro generale.
Il 17 maggio 1220 si aprì a Bologna il primo capitolo generale dell'ordine, che emanò leggi sulla predicazione, sullo studio, sulla povertà, sull'organizzazione dei conventi, sui poteri di maestro e capitolo generali. Concluso il capitolo, Domenico fu inviato in Lombardia come responsabile di una missione papale; tornato a Roma, si occupò della fondazione di nuovi conventi a Siena, Metz, Spira, Lund, Amiens, Piacenza e Sigtuna. Il secondo capitolo generale si riunì a Bologna il 30 maggio 1221 e decretò la divisione dell'Ordine in province.
Dopo un nuovo viaggio in Lombardia, Domenico si ammalò e morì a Bologna il 6 agosto 1221. L'ordine contava circa trecento frati e una ventina di conventi, organizzati in otto province e sparsi tra Francia, Italia, Spagna, Germania e Scandinavia, mentre si preparavano fondazioni in Ungheria, Polonia e Inghilterra.

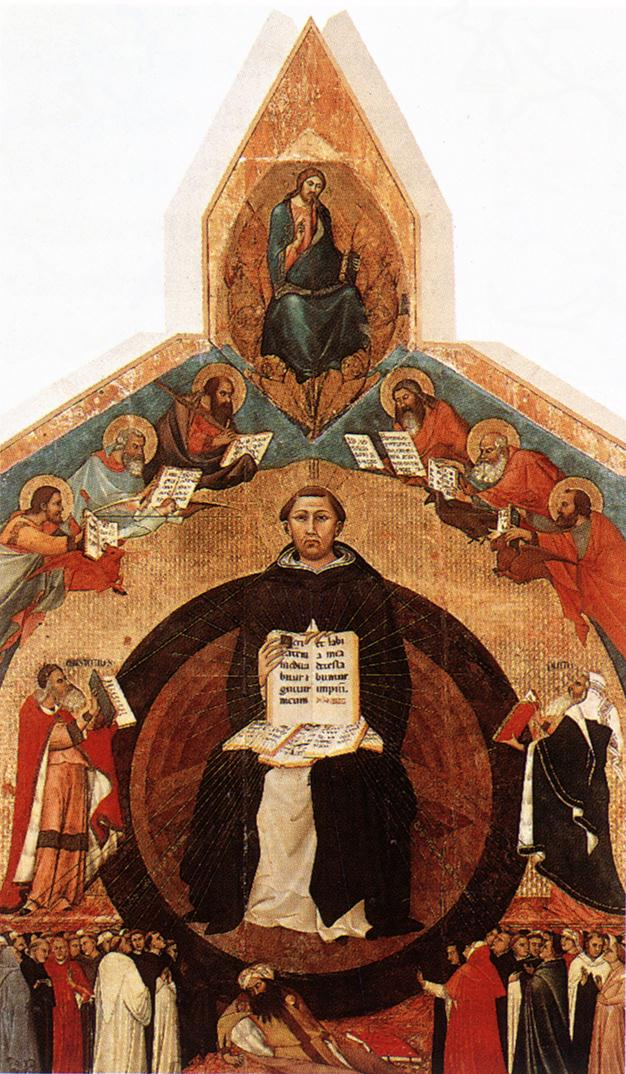
Trionfo di San Tommaso, di Lippo Memmi (1340)

Come richiesto dal Concilio Lateranense IV i frati dovettero adottare una regola preesistente; optarono quindi per quella agostiniana, tradizionalmente attribuita a sant'Agostino. A essa, regola fondamentalmente generica, accorparono una serie di leggi chiamate costituzioni, le quali regolarono e diedero forma organica all'intero ordine. Particolarmente famose e oggetto di studio giuridico per la forma di elevata democrazia, sono state spesso utilizzate come modello per altre costituzioni, soprattutto quelle dei futuri comuni.
Durante il Medioevo molti domenicani si dedicarono all'adattamento delle dottrine aristoteliche alla teologia cristiana. I più eminenti furono in particolare Sant'Alberto Magno e San Tommaso d'Aquino. Molti domenicani ricoprirono compiti di rilievo e spesso erano membri di quest'ordine a formare i tribunali dell'Inquisizione. Per il loro zelo vennero soprannominati anche Domini canes («cani del Signore»).
Essi furono tra i principali ordini che operarono un notevole rinnovamento religioso, filosofico e culturale nel panorama europeo del XII secolo, insieme ai francescani, seppure talvolta in competizione con questi ultimi. Tra i loro interessi vi fu anche l'alchimia, in quanto appartenente al campo della filosofia naturale, con atteggiamenti diversificati nei suoi confronti.
(Paolo Cortesi, Alla ricerca della pietra filosofale: storia e segreti dell'alchimia, pag. 99, Newton & Compton, 2002)

## La spiritualità domenicana

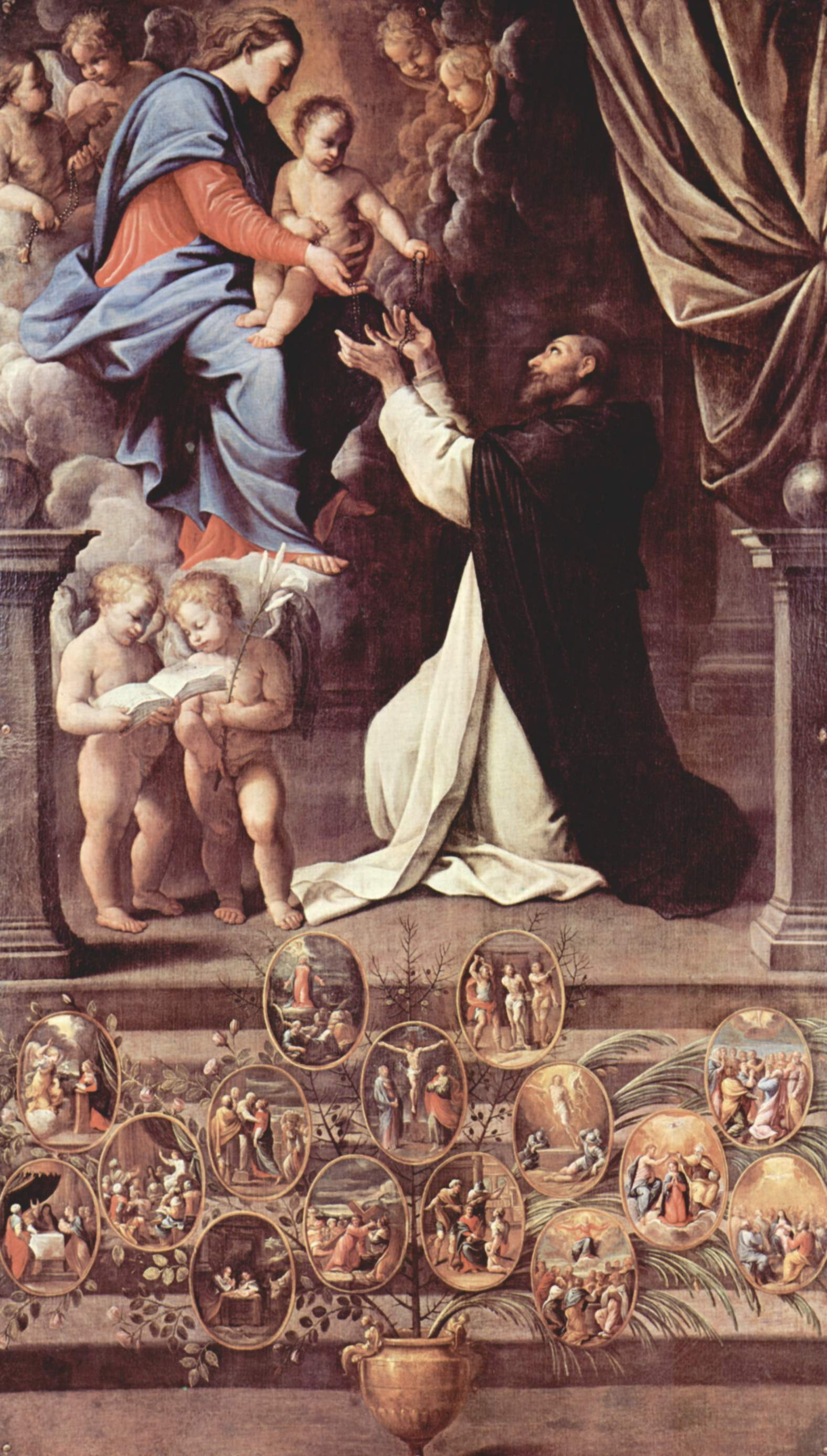
San Domenico riceve il rosario dalla Vergine: dipinto di Guido Reni

È un ordine di predicatori, caratteristica principale è la predicazione per la salvezza delle anime. Oggetto focale della predicazione domenicana è la figura di Cristo redentore, causa meritoria della salvezza umana: il carattere cristocentrico di tale spiritualità è dimostrato dalla devozione dei frati per la passione di Gesù (uno dei principali promotori della pratica della Via Crucis fu il domenicano Alvaro da Cordova, che l'introdusse nel convento di Cordova) e per l'Eucaristia (Tommaso d'Aquino compose l'ufficio liturgico per la festa del Corpus Domini).
Perché avvenga la predicazione importante nella vita dei frati domenicani è lo studio e la preghiera, sia individuale sia corale: si trasmette quanto si è contemplato. Altra caratteristica fondamentale è la vita comunitaria.
Peculiare è anche la devozione mariana in quanto Maria nel cristianesimo è la madre della Parola di Dio fatta carne; tale devozione era forte già nel fondatore ed è stata propagata da Pietro da Verona attraverso la creazione di numerose confraternite; i domenicani Alano de la Roche e Jacob Sprenger furono tra i principali promotori della pratica del Rosario (o salterio della Beata Vergine) e tale devozione ebbe un notevole impulso sotto il pontificato del papa domenicano Pio V, che la collegò alla vittoria sui turchi a Lepanto.
I domenicani, particolarmente padre Marie-Jean-Joseph Lataste, promossero l'inserimento del nome di san Giuseppe nel canone della messa e spinsero papa Pio IX a proclamarlo patrono della Chiesa universale. Ebbero un ruolo di primo piano anche nella diffusione della devozione per le anime del Purgatorio: la pratica delle tre Messe in suffragio da celebrarsi il 2 novembre, divenuta prassi universale nella Chiesa cattolica, ebbe origine nel XV secolo nel convento domenicano di Valencia.
Numerosi i frati domenicani elevati all'onore degli altari: oltre al fondatore, Raimondo di Peñafort, terzo Maestro generale dell'ordine; il martire Pietro da Verona; i teologi e dottori della Chiesa Tommaso d'Aquino e Alberto Magno; i missionari Giacinto e Luigi Bertrando; Vincenzo Ferreri, invocato come taumaturgo; il vescovo di Firenze Antonino; papa Pio V (Michele Ghislieri).

## Il governo dell'ordine
Il capo dell'ordine è il Maestro generale dell'Ordine dei predicatori, che detiene il potere esecutivo: egli viene eletto dal Capitolo generale con un mandato di nove anni (fino al 1804 la carica era a vita). Pur presiedendo il Capitolo generale, il Maestro è soggetto alla sua autorità, è tenuto ad applicarne i decreti e può essere da esso deposto.
Il Capitolo generale, composto dai rappresentanti di tutto l'ordine, detiene la suprema autorità legislativa: tale organismo, convocato e presieduto dal Maestro, si riunisce triennalmente e ne fanno parte tre rappresentanti di ogni provincia (il priore provinciale, un definitore e un suo socio).
La sede del Maestro dell'Ordine e della curia generalizia è presso il convento di Santa Sabina all'Aventino, in piazza Pietro d'Illiria a Roma.
Amministrativamente, l'Ordine è diviso in province, governate da un priore provinciale eletto con mandato quadriennale dal Capitolo provinciale, che si riunisce ogni quattro anni ed è composto dai rappresentanti dei frati della provincia; i singoli conventi sono retti da un priore conventuale eletto con mandato triennale dal Capitolo conventuale. I priori provinciali e conventuali, pur essendo eletti, non possono essere deposti dai rispettivi capitoli (tale facoltà è riservata al superiore del livello più alto).

## Stemma domenicano
In origine l'Ordine non aveva nessuno stemma, ma poi in Spagna si cominciò a usare uno scudo cappato di bianco e di nero; successivamente, in Francia e Inghilterra, venne adottato come simbolo una croce gigliata decorata a bande bicrome (bianche e nere) alternate.
Attorno al XVI secolo vennero realizzate diverse varianti di questi stemmi con l'aggiunta di altri simboli (cane con la torcia, palma, giglio, corona), ma le due tipologie (stemma cappato e stemma crociato) rimasero ufficiosamente in uso fino al XX secolo: solo nel 1961, nel capitolo generale di Bologna, si decise di adottare ufficialmente lo stemma cappato; ma già nel 1965, nel capitolo generale di Bogotà, si concesse la facoltà di utilizzarli entrambi.
Agli scudi viene solitamente affiancato un cartiglio con i motti Veritas o Laudare, benedicere, praedicare ("Lodare, benedire, predicare"), utilizzato per la prima volta negli atti del capitolo generale di Roma del 1656.

## L'abito domenicano

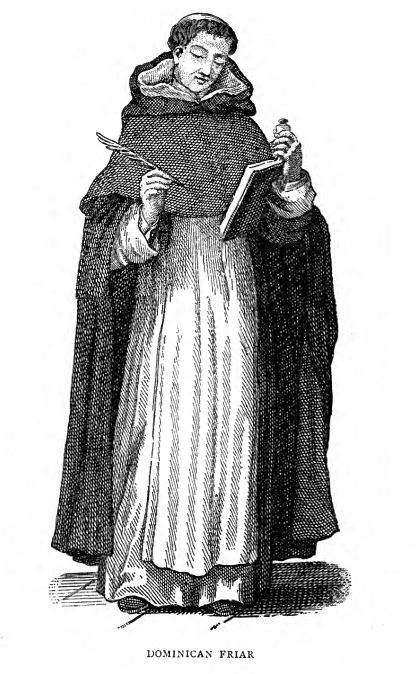
L'abito domenicano

L'abito del fondatore era quello dei canonici del capitolo di Osma, costituito da una tonaca bianca con cappa e cappuccio appuntito nero; anche la particolare tonsura "ad aureola" di Domenico era quella dei canonici di Osma ed era diversa da quella del clero secolare e dei monaci. Nel 1216 anche i frati che lo seguivano adottarono lo stesso abito e la stessa particolare tonsura.
L'abito era completato da una cintura di cuoio stretta in vita alla quale i frati portavano appesi alcuni oggetti di uso quotidiano; i frati conversi, che generalmente erano di bassa estrazione sociale e analfabeti, portavano anche una sorta di corona di perle per contare le preghiere (da cui, probabilmente, deriva l'uso dei domenicani di portare la corona del rosario alla cintura).
In seguito, all'abito venne aggiunto uno scapolare bianco, arricchito dai pontefici di varie indulgenze, che divenne anche segno distintivo dei terziari secolari domenicani; ai piedi, diversamente dai francescani, portavano calzature chiuse.
L'abito domenicano, alla fine di questo rapido percorso evolutivo, risultò composto da tonaca e scapolare bianchi, cappa e mantello neri, cintura di cuoio con la corona del rosario pendente da un lato. Tale foggia rimase immutata nei secoli anche a causa di una leggenda diffusasi nel Medioevo che faceva risalire l'adozione di tale abito a un evento miracoloso: l'abito, secondo questa tradizione, sarebbe stato mostrato al beato Reginaldo d'Orléans dalla Vergine, apparsagli per guarirlo a seguito delle preghiere di Domenico.
Nel 1968 venne abolita la tonsura e ai maestri provinciali venne data facoltà di concedere ai frati il permesso di indossare anche abiti secolari fuori dai conventi.

## Attività
I domenicani si dedicano principalmente al tradizionale ministero della predicazione (sia con la parola che con lo scritto) che si concretizza in varie forme: missioni popolari, ritiri spirituali, corsi di formazione religiosa, comunicazione sociale, insegnamento, studio, ricerca scientifica e culturale, editoria.
I frati sono coinvolti nell'animazione della religiosità popolare e devozionale. Propagano particolarmente le devozioni al nome di Gesù e del rosario (attraverso la promozione confraternite, congressi).
I principali centri di studio sono la Pontificia Università San Tommaso d'Aquino, eretta a Roma nel 1580, trasformata in ateneo Angelicum nel 1909 e decorata del titolo di Pontificia Università da papa Giovanni XXIII (motu proprio Dominicanus ordo del 7 marzo 1963), che comprende le facoltà di teologia, filosofia, diritto canonico e scienze sociali; l'università di Santo Tomás a Manila, fondata dai domenicani spagnoli nel 1611 e considerata una delle più prestigiose istituzioni accademiche in Asia; l'École biblique di Gerusalemme, fondata nel 1890 per iniziativa di Marie-Joseph Lagrange.
Gli studiosi domenicani hanno esercitato una notevole influenza su tutta la riflessione teologica della seconda metà del XX secolo: i teologi "progressisti" Marie-Dominique Chenu, Yves Congar e Edward Schillebeeckx parteciparono e diedero un essenziale contributo al Concilio Vaticano II.
I frati domenicani stampano e dirigono numerosi periodici a carattere scientifico, culturale o popolare.
Il generalato di Vincent Jendel (1850-1872) diede impulso al lavoro missionario dell'Ordine e tale opera acquisì sempre maggiore rilevanza nei primi decenni del XX secolo, con la riorganizzazione delle province dell'Ordine. I domenicani svolsero un intenso apostolato in Cina (Fujian) ma vennero espulsi nel 1946.

## Statistiche
Nella seguente tabella, accanto all'anno, è indicato il numero delle province dell'Ordine, seguito da quello dei conventi e da quello dei membri.
| Anno | Province | Conventi | Membri |
| ---- | -------- | -------- | ------ |
| 1876 | 39       |          | 3 341  |
| 1910 | 28       |          | 4 472  |
| 1921 | 30       | 352      | 4 724  |
| 1931 | 29       | 424      | 6 137  |
| 1949 | 33       | 506      | 7 661  |
| 1966 | 39       | 697      | 9 998  |

Al 31 dicembre 2008 l'Ordine contava 602 conventi e 5 923 frati, 4 466 dei quali sacerdoti.

## La famiglia domenicana
Oltre che dai frati (chierici e cooperatori), che costituiscono il primo ordine domenicano, la famiglia domenicana è composta dalle monache (secondo ordine) e da un composito terz'ordine a cui appartengono suore, membri di istituti secolari, fraternità laicali e sacerdotali.
Il monastero femminile di Notre-Dame de Prouille, istituito da Domenico nel 1205, costituisce la prima vera fondazione domenicana (il primo convento maschile venne fondato a Tolosa solo nel 1215): le monache domenicane vivono in clausura e si dedicano alla vita contemplativa; attraverso la preghiera e la penitenza cooperano all'apostolato dei frati, delle suore e dei laici domenicani.
I laici desiderosi di legarsi all'Ordine ebbero il loro statuto nel 1285 dal Maestro generale Munio di Zamora. I laici sono organizzati in fraternite: tra i membri più noti Bartolo Longo (fondatore del santuario di Pompei), Pier Giorgio Frassati (membro della FUCI, morto ventiquattrenne) e gli uomini politici Giorgio La Pira e Aldo Moro.
La formazione di comunità di terziari ha dato vita ai terziari regolari, cui si collegano le numerose diverse congregazioni femminili domenicane sorte nei secoli: le suore domenicane operano nel campo dell'educazione, della pastorale e nelle missioni. Tra le congregazioni più numerose, le suore di carità domenicane della Presentazione della Santa Vergine, fondate nei pressi di Tours da Marie Poussepin, le religiose dell'Annunziata, fondate a Vic da san Francesco Coll Guitart, la congregazione statunitense del Santo Rosario di Adrian (Michigan), le missionarie di San Domenico e del Rosario e le Domenicane di Santa Caterina. Vi sono anche congregazioni, di più modeste dimensioni, che hanno la loro sede principale in Italia: quella di San Tommaso d'Aquino, delle Missionarie della Scuola, della Beata Imelda, di Santa Maria dell'Arco e di San Domenico.

## Architettura
I frati domenicani si riferivano a ferree regole architettoniche fin dalla loro costituzione. Si iniziò con redigere le Consuetudines (1216), quindi le Institutiones (1220) e infine le Constitutiones (1228). In queste veniva detto che I nostri frati abbiano conventi modesti e umili; i loro muri, senza contare il solaio, non devono superare i dodici piedi di altezza (4,5 m) e col solaio venti (m 6,60). Il tetto della chiesa potrà raggiungere anche i trenta piedi di altezza (m 11,40), ma, eccezion fatta per quello del coro e delle sacrestia, non dovrà essere fatto a volta. Tutto doveva essere realizzato in base alle norme, che prevedevano l'uso di materiali non pregiati e di schemi semplici, come venne indicato dal Capitolo generale nel 1252: Evitare tutto ciò che sa di superfluo e di lusso e badare invece che la costruzione sia funzionale e duratura, nel rispetto della povertà che si addice all'Ordine. Nel 1375 la regola viene ancora meglio espressa: Semplici e modesti siano gli edifici delle nostra abitazioni. Né ricercatezza né superfluo nelle nostre case in materia di sculture pitture pavimenti o quant'altro possa compromettere la nostra povertà. Chi contravviene in questo campo è punito con pena annessa a colpa più grave. Il più antico dei monasteri domenicani è quello di Bologna, che si rifà a un'architettura monastica sullo stile degli Ordini più antichi, come quello cistercense.

## Personalità dell'Ordine
Santi
- Domenico di Guzmán
- Tommaso d'Aquino
- Pietro Martire
- Vincenzo Ferrer
- Alberto Magno
- Antonino da Firenze
- Raimondo di Peñafort
- Giacinto di Polonia
- Ludovico Bertrand
- Martino de Porres
- Michele Ghisleri (Papa Pio V)
- Francesco Coll Guitart
- Giacinto Giordano Ansalone
- Giovanni Macías
- Buoninsegna de' Cicciaporci
- Santi martiri del Vietnam
- Santi martiri della Cina

Sante
- Caterina da Siena
- Agnese da Montepulciano
- Margherita di Città di Castello
- Margherita d'Ungheria
- Rosa da Lima
- Caterina de' Ricci
- Zdislava

Beati
- Nicola Paglia da Giovinazzo
- Giacomo da Varazze
- Giovanni da Salerno
- Giacomo Salomoni
- Carino Pietro da Balsamo
- Bernardo Scammacca
- Agostino Casotti
- Reginaldo d'Orléans
- Giordano di Sassonia
- Antonio Neyrot
- Pietro Geremia
- Domenico Spatafora
- Bartolomeo dei Martiri
- Giovanni Liccio
- Raimondo da Capua
- Pier Giorgio Frassati
- Giacinto Cormier
- Jean Joseph Marie Lataste
- Giuseppe Girotti
- Bartolo Longo
- Marcolino da Forlì
- Ambrogio Sansedoni
- Beato Angelico
- Beato Chiarito
- Maurizio Csaz
- Giacomo da Bevagna
- Luca Spicola
- Giovanni da Vercelli

Beate
- Benvenuta Bojani
- Colomba da Rieti
- Giovanna d'Aza
- Lucia da Narni
- Diana degli Andalò
- Cecilia
- Caterina da Racconigi
- Chiara Gambacorti
- Imelda Lambertini
- Margherita di Savoia
- Caterina Jarrige

Altre personalità
- Innocenzo V, papa
- Benedetto XI, papa
- Benedetto XIII, papa
- Hughes de Saint-Cher, cardinale
- Giovanni Dominici, arcivescovo
- Aldobrandino Cavalcanti, vescovo
- Nicolas Eymerich, teologo
- Pietro della Palude, teologo
- Remigio dei Girolami, teologo
- Fra Bartolomeo, pittore
- Fra Paolino da Pistoia, pittore
- Kim En Joong, pittore
- Plautilla Nelli, pittrice
- Fra Ristoro da Campi, architetto
- Giordano Bruno, filosofo
- Tommaso Campanella, filosofo
- Giuseppe Nuvolo, architetto
- Ambrogio del Giudice, storico
- Girolamo Savonarola, politico

## Pubblicazioni
La Provincia domenicana dell'Italia settentrionale, con sede a Bologna, gestisce la casa editrice Edizioni Studio Domenicano (EDS) e pubblica la rivista  Dominicus.

## Bibliografia

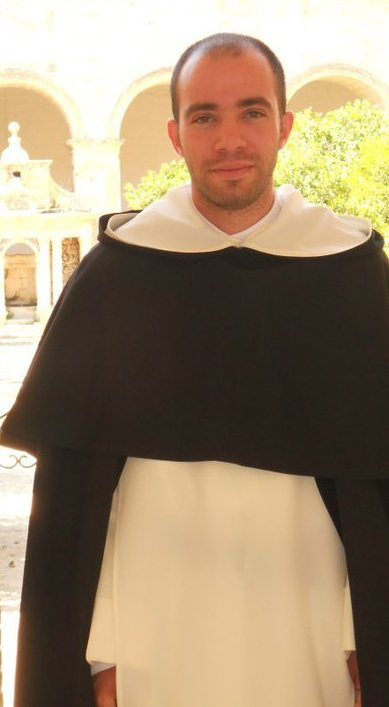
Fratello predicatore (2012)